# Világtörténelem
Ez a szócikk az „emberi világ”, az emberiség történetét tárgyalja a Homo sapiens (mai ember) megjelenésétől a jelenig. A világtörténelem kifejezés tágabb értelméhez lásd A világegyetem története szócikket.

## Kőkorszak

### Őskőkor

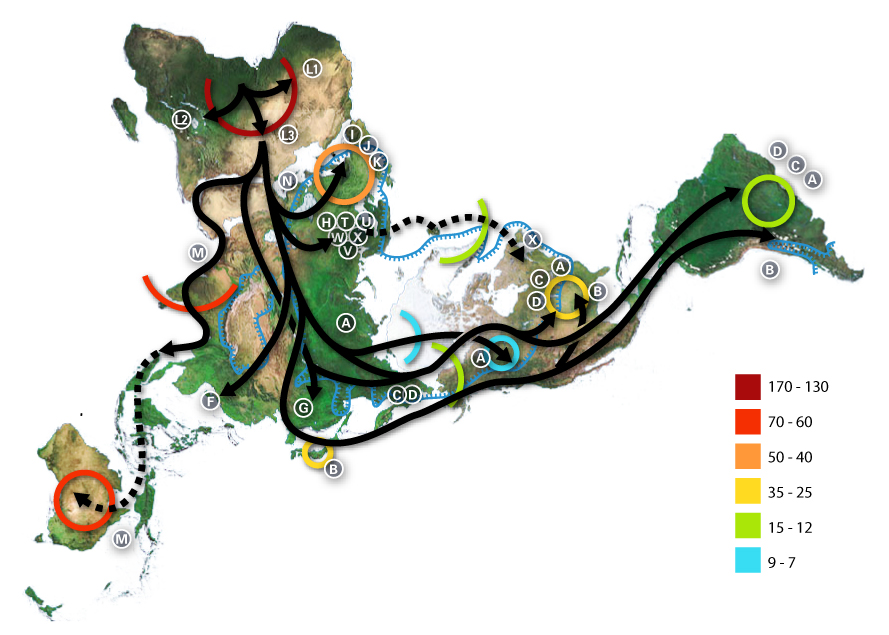
A mai ember (Homo sapiens sapiens) elterjedése a Földön, a mitokondriális Éva elmélet szerint. (A számok azt mutatják, hogy a vándorlás egyes állomásai hány ezer évvel ezelőtere tehetők)

Az őskőkorszak a kőkorszak első része. Idegen néven: paleolitikum, magyarul: őskőkor, régi kőkorszak vagy pattintott kőkorszak. Földtörténeti szempontból a pliocén végével és a pleisztocénnel esik egybe, a legújabb meghatározások szerint kb. 2,4 millió évvel ezelőtt kezdődött és kb. 11 500 éve ért véget. A korszak önálló elnevezése azért volt indokolt, mert egyrészt a 19. század közepétől az ősember- és őslénykutatás elvált egymástól, másrészt pedig, mert az őskőkor az a korszak, amelyben rendkívül felgyorsult az emberi evolúció, ebben a korszakban vált egyre inkább szembetűnővé az ember jelenléte, tevékenysége. A paleolitikum során Európában a modern ember (Homo sapiens sapiens) kiszorítja a neandervölgyi embert (Homo neanderthalensis) és a korszak végére kipusztul az európai pleisztocén megafauna (barlangi medve, barlangi oroszlán, gyapjas mamut, gyapjas orrszarvú, óriásszarvas).
A paleolitikumban az emberek vadászattal és gyűjtögetéssel szerezték táplálékukat, zsákmányállataikat főleg a pleisztocén megafauna adta. A nagy állatcsordák után vándorló emberek nagycsaládokban (klánokban) éltek, és kő-, fa-, illetve csonteszközöket használtak. A nagycsaládokat egy arra rátermett, választott vezető irányította.[forrás?]  A felső paleolitikumban (30-10 000 évvel ezelőtt, a Würm, azaz a jégkorszak eljegesedési periódus alatt) alakult ki, és virágzott a művészet, ekkor készültek a híres barlangrajzok (Altamira, Ardeche stb.) és a híres szobrocskák (például a Willendorfi Vénusz), amelyeket kőből, csontból faragtak vagy agyagból formáztak és kiégettek. A felső paleolitikum embere készített ékszereket is (nyakláncokat, karkötőket) kagylókból és állatfogakból. Fontos megjegyezni, hogy az emberi kultúra egyes állomásai nem egy időben jelentek meg mindenhol Földön. Ez azt jelenti, hogy míg Európában az őskor kb. 11 000 éve véget ért, addig az ausztrál bennszülötteknél ez például csak az európaiak megjelenését követően következett be.

### Középső kőkorszak
A középső kőkorszak a kőkorszak szakaszai közül a második. Idegen néven: mezolitikum, magyarul: átmeneti kőkorszak vagy középső kőkorszak. Földtörténet szempontjából a korai európai holocénnel esik egybe, legújabb meghatározások szerint kb. 11 500 évvel ezelőtt kezdődött és a földművelés, illetve állattenyésztés megjelenésével ért véget, kb. a I. e. 8-6. évezredben.
A mezolitikum az utolsó jégkorszak, a Würm végével és az európai pleisztocén megafauna (barlangi medve, barlangi oroszlán, gyapjas mamut, gyapjas orrszarvú, óriásszarvas stb.) kihalásával vette kezdetét Európában. A középső kőkorszak emberei vadászattal és gyűjtögetéssel szerezték táplálékukat, ám a vadbőség megszűnése miatt csökkent a vadászat jelentősége és fokozatosan egyre nagyobb szerepet kapott a földművelés és az állattenyésztés (utóbbiaknak talán éppen a vadbőség vége lehetett a hajtóereje). A mezolitikum tehát tulajdonképpen átmeneti kor a vadászó-gyűjtögető és a letelepedett földművelő és állattenyésztő életmódok között. A mezolitikum emberei többnyire vándorló, de helyenként félig-meddig letelepedett nagycsaládokban (klánokban) éltek, amelyeket arra rátermett, választott vezetők irányítottak. Az emberek még mindig kő-, fa- illetve csonteszközöket használtak, ám ezek kidolgozása sokkal finomabbá vált (például kőből készült nyíl- és dárdahegyek). Általában elmondható, hogy a mezolitikum embere által használt eszközök specializáltabbá váltak, megjelentek a különböző bőr- és famegmunkálásra szolgáló kaparók, vésők, kések. Az emberek csónakot készítettek, és hálóval, varsával halásztak. A felső paleolitikum virágzó művészete nem folytatódott a mezolitikumban, az utolsó jégkorszakkal együtt ért véget.

### Újkőkor

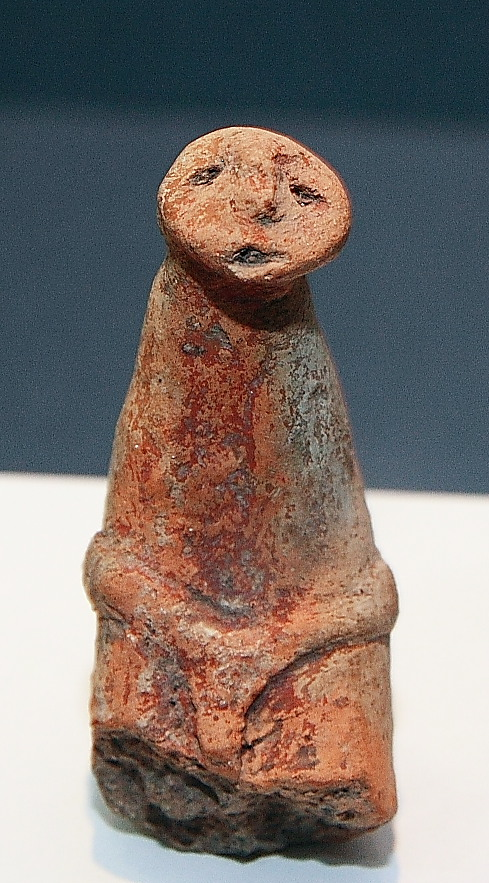
A Cucuteni kultúra egy antropomorf agyagfigurája, Történelmi és régészeti múzeum, Karácsonkő, Románia

Az újkőkorszak a kőkorszak utolsó része. Idegen néven: neolitikum (a görög: neosz=új, lithosz=kő), magyarul: újkőkor vagy csiszoltkő-korszak. Tizenkétezer évvel ezelőtt Földünk éghajlata melegebbé, és csapadékosabbá vált. Ennek hatására egyes vidékeken dúsan megtermett a vadbúza és a vadárpa (keleten a rizs). Az állatok száma is jelentősen megszaporodott ezeken a területeken. A termékeny félhold területén az embereknek már nem kellett messzire elvándorolniuk az élelem után, hiszen elegendőt találtak belőle helyben is. A gabonafélékből egyre többet gyűjtöttek, és fából, háncsból készült edényekben tárolni is tudták. Az állati táplálékért sem kellett hosszan követniük a csordákat. Az állatokat lassacskán befogadták, és táboruk közelében elkerített helyen tartották. Befogásra a növényevő, nagy csoportokban élő állatok voltak alkalmasak. Mivel ezek egy idő után az emberhez szoktak, „megszelídültek”, az emberek kiválaszthatták a legerősebbeket, és azokat hagyták szaporodni, csak a gyengébb állatokat vágták le. Ettől kezdve nem voltak kiszolgáltatva a vadászszerencsének, a hús folyamatosan rendelkezésükre állt (bár továbbra sem hagytak fel a gyűjtögetéssel és a vadászattal sem). Lassan rájöttek, hogy maguk is képesek a termeszteni növényeket azzal, hogy a földbe szórják a magvakat. Ez a megfigyelés késztette az embert az első földművelő eszközök készítésére. Eleinte ásóbottal lazították a földet, és fába vagy csontba rögzített kőpengékkel (ez volt a sarló őse) vágták le a beérett termést. A növények termesztésével és az állatok háziasításával az ember maga termelte meg az élelmét. A jobb és bőségesebb táplálkozás következtében nőtt a népesség.

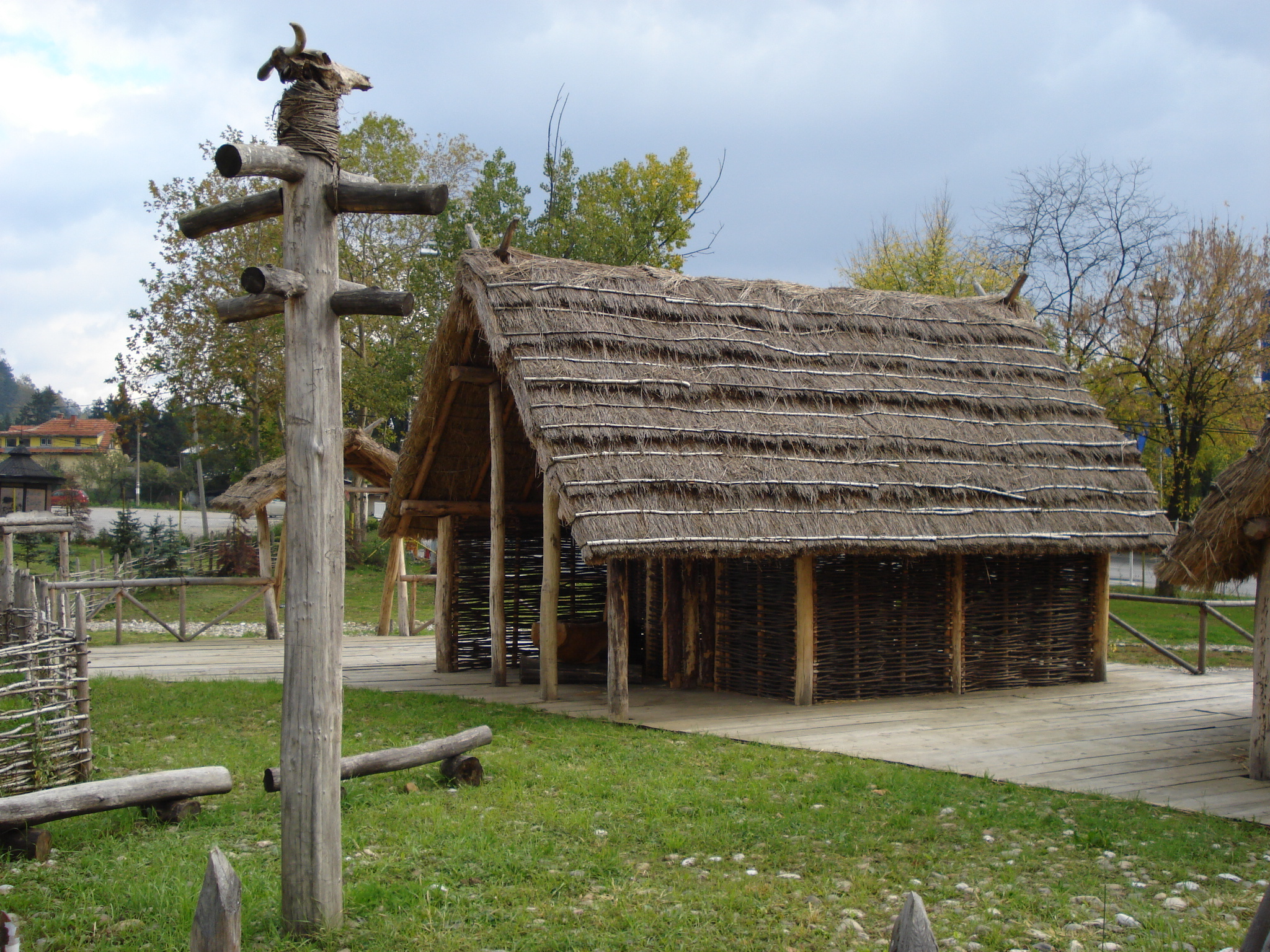
Újkőkori lakóház, Tuzla, Bosznia-Hercegovina

Az ember ekkor már nem kényszerült arra, hogy a táplálék hiánya miatt elhagyja otthonát, így kényelmesebb, tartósabb lakóhelyet készített magának. Ennek fala eleinte fából vagy vesszőfonálra tapasztott agyagból készült. Később megjelennek a napon szárított vályogtéglák, amely vastagabb falú, nagyobb építmények készítését tette lehetővé. A házak padlóját kissé bemélyítették a földbe, és belülre került a tűz helye. A terményt tapasztott falú gödrökben, kőből faragott edényekben, fonott kosarakban tartották. Az élelemtermelés kialakulásával ugyanazon földterület nagyobb népességet tudott eltartani. A falvakban így több ember élhetett együtt, mint a korábbi hordákban. Szervezetten jelentős építkezésekre is képesek voltak. Mivel egy-egy falu környékén nagyjából ugyanazok a növények teremtek, ugyanolyan állatok éltek, a falu lakói egymás között ritkán cserélték ki élelmüket. A távolabbi falvak lakóival azonban kereskedtek. Ritka állatbőröket, kőfajtákat, gyümölcsöket cseréltek. Voltak olyan vidékek, amelyek zord éghajlatuk miatt nem voltak alkalmasak a növénytermesztésre. Az itt élők továbbra is vadászatból, állattartásból nyerték táplálékuk. Gabonafélékre ők is szívesen cseréltek állatbőröket, élőállatot. Ekkor még nem kívántak és nem is tudtak sokat felhalmozni, vagyis meggazdagodni a kereskedelemből, ugyanis a cseretermékek nagy része romlandó volt.
Ekkor jelentek meg a csiszolt, kifúrt szerszámok. A csiszolt szerszámok keményebb kőből, hosszabb ideig tartó munkával készültek, de tartósabbak is voltak. Egy különleges kőfajtából egészen finom és éles késpengéket, lándzsákat, sőt tükröt is tudtak készíteni. Ez az üvegszerűen csillogó, sötét színű, igen kemény kő az obszidián, amely keresett cseretermék is volt. Sokat finomodott a csontmegmunkálás is. A ház körül nagy mennyiségben használtak háncsból, vesszőből készült tárgyakat.
Az élelemtermelő és állattenyésztő ember nem függött annyira a természet szennyeitől, mint vadászó és gyűjtögető elődje. A rossz időjárás, az állatok elhullása miatt azonban nem szűnt meg teljesen a kiszolgáltatottsága. Ha sikerült is egyik évben nagyobb termésre, szaporulatra szert tennie egy-egy családnak, az nem jelentette azt, hogy azt jövőre is meg tudja termelni. A termelést nagycsaládi közösségben végezték. Ez legalább három nemzedék együttes munkáját jelentette. Ennél kisebb közösség nem tudta volna ellátni a feladatokat a kezdetleges munkaeszközökkel. Az egyes emberek között nem jöttek létre jelentős és tartósan fennálló különbségek. Egyes családok férfi tagjai nagy tekintéllyel bírtak, ők az egész falu vezetőjévé, főnökévé válhattak. A varázslókat gyógyító erejük miatt tisztelték. Úgy hitték, hogy szertartásokkal befolyásolhatják a természet erőit.

## Ókor
I. e. 3000 táján az emberiség történetének egy új korszakához érkezett. Új jelenségek tűntek fel, az ókori Kelet nagy folyamai mentén kialakult az öntözéses földművelés, hatalmas épületek emelkedtek, és megjelent az írás is. Az újkőkorszaki falvak helyébe városok, államok, és birodalmak léptek. Az első városok fallal körülvett, központi épületek (templom, palota) körül létrejött települések voltak. Létrejött, az állam is, amely egy adott terület népességének életét irányító szervezet. Az irányítás egy szűk csoport kezében van (uralkodók, hadvezérek, papok). Az állam szerepe, hogy védje lakóit a külső támadások ellen, és biztosítsa a belső rendet. Ezt törvények, az írásba foglalt szabályok segítségével teszi. A törvények betartásáról az állam katonái és hivatalnokai gondoskodnak (ők már nem vesznek részt a termelőmunkában, ellátásukat az állam lakóinak adója fedezi). Ezzel szemben a birodalom, egy olyan nagy kiterjedésű állam, mely több népet, országot egyesít uralma alatt. Vezetői egységesítik az igazgatást és a törvényeket. Az ókor végét a Nyugatrómai-birodalom bukása jelenti.

## Királyságok kora (Középkor)
A királyságok kora az a kor, ahol általában királyok, császárok, fejedelmek, stb. uralkodtak.. Általában a középkort szokás ideemlegetni. A nagy földrajzi felfedezésekkel végződő korszakra a feudalizmus jellemző.

## Európa felemelkedése

### A nagy földrajzi felfedezések kora
- Fellendülés – új utak keresése

Nyugat-Európa gazdasága a 15. században gyors ütemben fejlődött. A fellendülés centruma a posztógyártás és az atlanti kereskedelem központjává váló Flandria volt. Mivel a pénzek továbbra is nemesfémből készültek, az európai gazdaság egyre több aranyat és ezüstöt igényelt. Ezzel szemben a Kelettel folytatott kereskedelem kiszivattyúzta Európából a nemesfémeket, mivel a Levantén keresztül behozott luxuscikkekért és fűszerekért (porcelán, selyem, illatszerek, bors, vanília) arannyal és ezüsttel fizettek. Az Oszmán Birodalom terjeszkedése a levantei kereskedelmet először bizonytalanná tette, majd a vámok emelésével megdrágította. Tovább nehezítette a helyzetet, hogy a magyarországi és csehországi nemesfémbányákban a 15. század végére kitermelték a könnyen kiaknázható teléreket. Mivel szivattyúk híján nem tudtak mélyebbre hatolni, a termelés jelentősen visszaesett.
- A felfedezések feltételei

A 15. századra az Atlanti-óceánon hajózva a tengeren kapcsolták össze a Földközi-tengert a Baltikummal. Az óceáni hajózáshoz új, nagy vitorlafelületű, hátsó kormányos hajókra (karavellákra) volt szükség. A part mentét elhagyva a nyílt vizeken hajóztak, amit az araboktól átvett iránytű és egy sor, a pontos helymeghatározást szolgáló műszer (asztrolábium, gnómon, Jákob-pálca) tett lehetővé. A reneszánsz nyitottabbá tette az embereket, és az antik műveltség újjászületése megismertette Ptolemaiosz elgondolásait a Földet gömb alakjáról. Egyes új térképek – mint a firenzei csillagász, Toscanelli világtérképe (1474) – a Földet már ennek megfelelően ábrázolták.
- Portugál és spanyol felfedezések

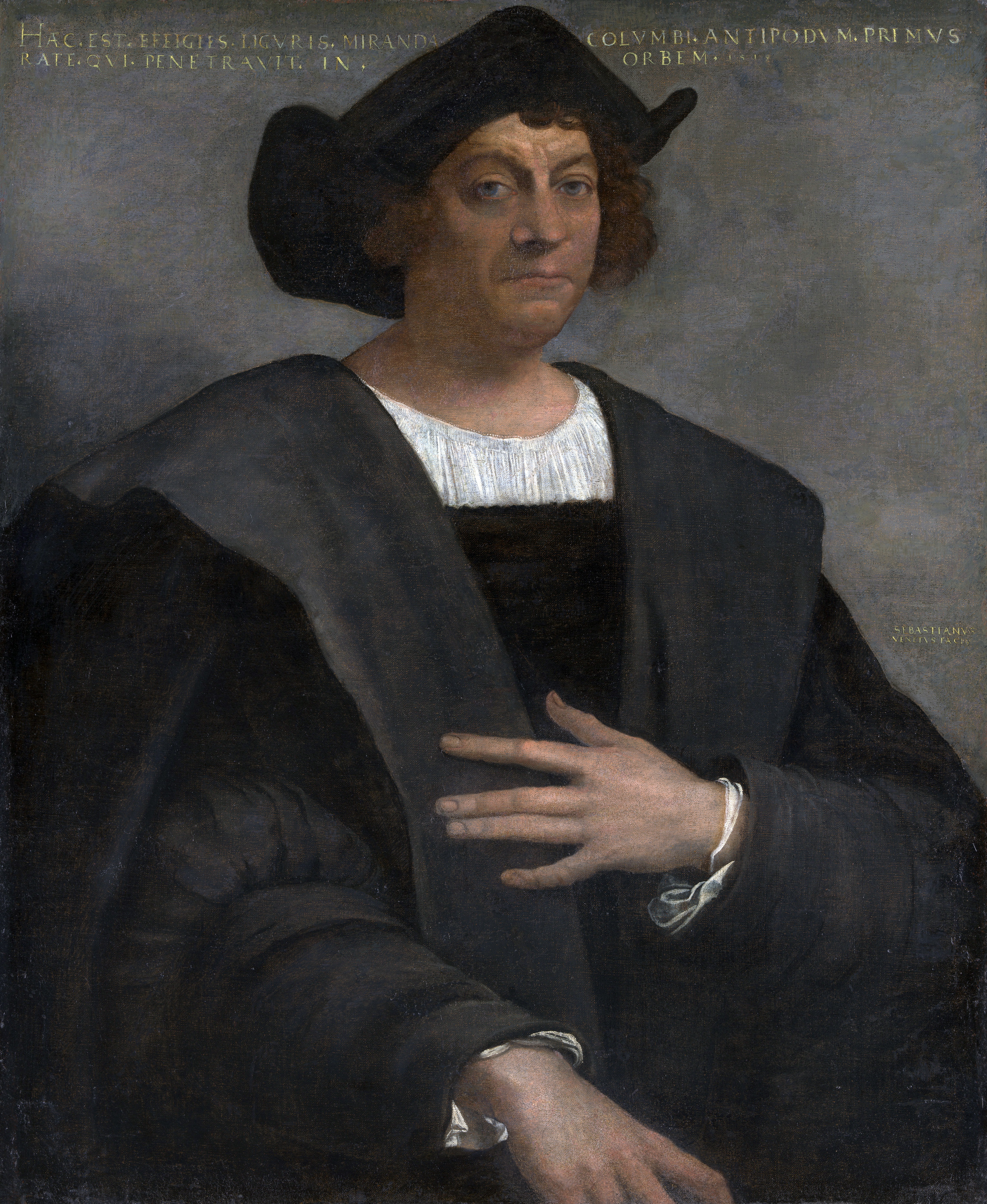
Kolumbusz Kristóf arcképe

A portugálok, kedvező földrajzi helyzetüket kihasználva, már a 15. század közepétől felfedező utakat indítottak az arany és a fűszerek megszerzésének reményében Afrika partjai mentén. Átlépték az Egyenlítőt (1471), Bartolomeu Dias elérte a Jóreménység fokát (1487) és Vasco da Gama Afrika megkerülése után kikötött az indiai Kálikutban (1498), majd kereskedő telepeket hozott létre. Kasztíliai Izabella támogatásával indulhatott el Indiába az olasz (Genovából származó) Kolumbusz Kristóf (Christophoro Colon) három hajója (Pinta, Niña, Santa Maria). Útja a vártnál hosszabbnak bizonyult, bár haladását könnyítették a passzátszelek. Így is közel két hónap után, 1492. október 12-én köthetett ki Guanahani (San Salvador, azaz „Szent Megváltó”) földjén, az amerikai kontinens előterében elhelyezkedő Bahama-szigetek egyikén. Kolumbusz még háromszor kelt át az óceánon (1493-1496; 1498-1500; 1502-1504). Ezeken az útjain elérte Kubát, Hispaniola szigetét (Haitit és Dominikát), Puerto Ricót, Panamát és Jamaicát, de eközben rengeteg hajót veszített. Az uralkodó parancsára megkezdte a gyarmatosítást, és az új területeknek először kormányzója, majd alkirálya lett. Útjairól nemesfémeket, drágaköveket, Európában ismeretlen növényeket és indiánokat hozott. Miután ellenlábasai sikkasztással vádolták meg, kegyvesztett lett. Kolumbusz abban a hitben halt meg, hogy Indiába jutott el. Az új kontinenst egy másik, ugyancsak spanyol zászló alatt hajózó olasz tengerész, a firenzei Medici-bankház megbízottja, Amerigo Vespucci ismerte fel. A Föld megkerülésére Ferdinand Magellan vállalkozott 1519-ben. Célja a fűszertermelő szigetek és az Európa közötti közvetlen út megteremtése volt. Magellan a Fülöp-szigeteken életét vesztette e bennszülöttekkel vívott küzdelemben, de egyik hajója 1522-ben visszatért Spanyolországba.
- Gyarmatosítás

Amerika kitűnő lehetőségeket biztosított gyarmatosításra. Hegységei hatalmas mennyiségű, könnyen kibányászható nemesfémet rejtettek, trópusi területein ültetvényeket lehetett létesíteni. S mindezen a kincsek elérhetőek voltak az európaiak számára, mert a legfejlettebb indián kultúrák is csak az egyiptomi Óbirodalom szintjén álltak. Így a vas és tűzfegyverek, lovak birtokában a spanyoloknak nem jelentett különösebb nehézséget a kő- és fafegyverekkel védekező indiánok leigázása. A spanyol hódítók (conquistadorok) kis létszámú csapatai egy-két évtized alatt elfoglalták, majd lerombolták a magasabb szintű indián kultúrákat. A spanyolok bányákat nyitottak, ültetvényeket létesítettek, ahol az őshonos növények (kukorica, dohány, indigó) mellett Ázsiából áthozott növényeket is termeltek. Az ültetvényeken kezdetben az indiánokat dolgoztatták, azonban az őslakók nem váltak be munkásnak. Számuk egy évszázad alatt a tizedére csökkent. Az indiánokkal erőszakosan, sokszor kegyetlenül bántak, és az európaiak által behurcolt betegségekkel szemben az őslakók nem voltak ellenállóak. Az egyház és az állam eredménytelenül próbált a keresztény hitre térített szerencsétlenek védelmére kelni. Ezért az ültetvényekre Afrikából néger rabszolgákat hoztak be.
- A gyarmatok. Cortés, Alvarado és Pizarro

A felfedezők a kereskedelmi telepek létrehozása után, ahol lehetséges volt, az újonnan megismert népeket és területeket megszállták, gyarmatosították. Ázsia népes és fejlett országait az európai hajósok nem tudták meghódítani, itt be kellett érni jól jövedelmező kereskedőtelepek létrehozásával. Az Indiai-óceánon az arabokat kiszorítva a portugálok vetették meg a lábukat, s kereskedelmi támaszpontokat létesítettek Indiában (Goa), Indonéziában, sőt Kínában (Makaó) és Japánban is. Lisszabon kikötője a távol keleti áruk elosztóhelyévé vált.
Közép-Amerikában a Yucatán-félszigeten a maják városállamai egy-egy helyi főnök közvetlen vallási (politeista) és politikai vezetése alatt álltak, az összekötő kapocs a közös vallás, nyelv és kultúra volt. Az „Újvilág görögjeiként” is emlegetett maják műveltsége, gazdag művészeti értékei mellett fejlett matematikai és csillagászati ismereteket is magában foglalt. A húszas számrendszert használták, nagy pontossággal számították ki a napévet és a holdhónapokat.
Az aztékok 1325-ben alapították meg fővárosukat, Tenocstitlant, a Popocatépetl lábánál és 1428-ban hozták létre Közép-Amerika nagy részét egyesítő független államukat. Intenzív földművelést folytattak, a mocsarakban „úszókerteket” (mesterséges szigeteket) alakítottak ki, évente többször is be tudták takarítani a termést. Még a vízvezetéket is kiépítették. Jellemző növényeik: a kukorica, a bab, a tök, a paradicsom, a kakaó, a gyapot és a dohány. A ránk maradt források sokszínű kézműiparról, építészetről, élénk kereskedelemről és megtervezett városokról tanúskodnak. A spanyol hódítás korában már megszilárdult a helyi arisztokrácia öröklődő hatalma, sikeresen szervezték meg a rabszolgák munkáját. A főpapok tömeges emberáldozatokat (hadifoglyok, rabszolgák vagy maguk közül betegek) mutattak be isteneiknek (politeizmus). A városok központja a mezopotámiai zikkuratokhoz hasonló piramistemplom volt, amelyet áldozati célokra használtak. Az áldozatot először különböző szerek segítségével elbódították, majd egy obszidián kőzetből készült késsel a mellkasát felvágták és kitépték a dobogó szívét. Ezeket a szertartásokat általában a Napnak szentelték, mivel attól féltek, hogy elfogy az ereje. A hódítók a központi templom mellett megközelítőleg 60 000 koponyát találtak és a lépcső is iszapos volt a vértől.
Hernán Cortés ötszáz katonája élén az Azték birodalmat söpörte el 1519-ben. Győzelmét elősegítették az aztékok belső küzdelmei, s hogy a fehéreket az egykor nyugatra távozott tollaskígyó istenük, Quetzalcoatl leszármazottainak tekintették. Az azték területeken a spanyolok létrehozták Új-Spanyolország alkirályságot (a mai Mexikót). A maják földjét Pedro de Alvarado vette birtokba 1523-ban. Az inkák birodalmának meghódítása pedig Francisco Pizarro nevéhez fűződik 1532-ben.

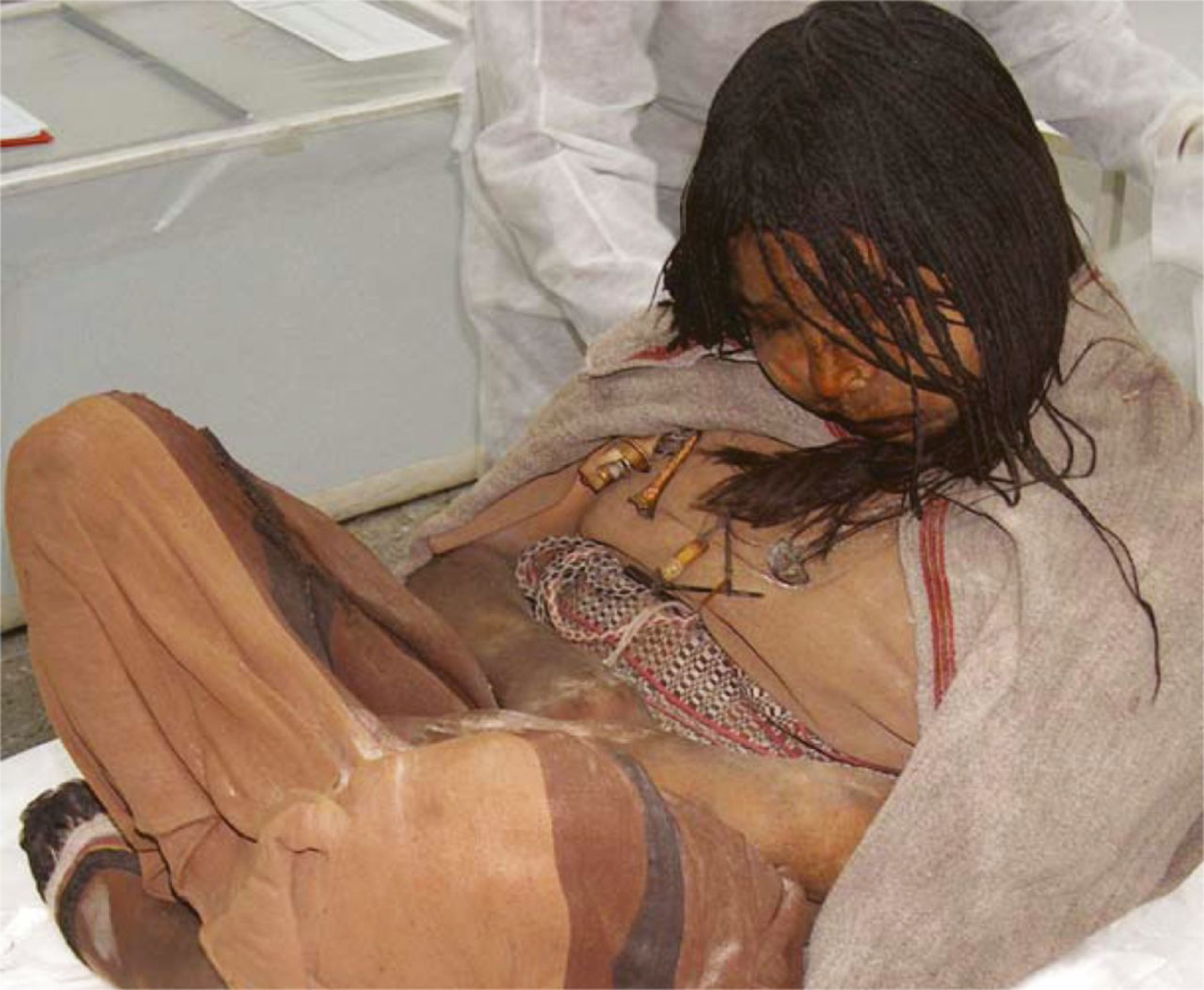
Inka múmia

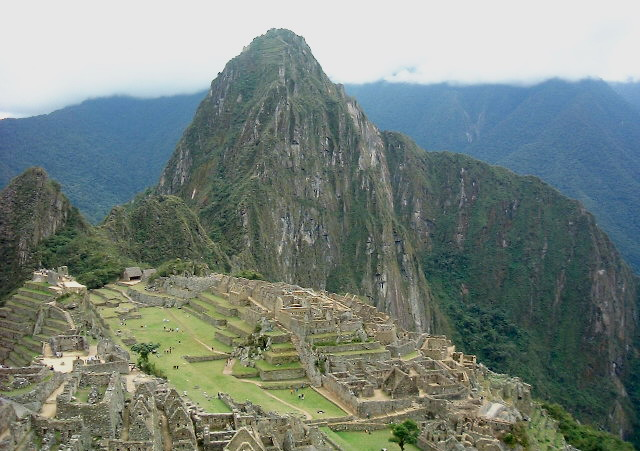
Machu Picchu romvárosa, az Inka civilizáció legismertebb emléke

Az Andok hegyei között a 15. századra kiépülő Inka Birodalmat 1532-ben Pizarro mindössze 150 emberrel foglalta el. A területen Spanyolország Perui alkirályságot hoztak létre. Az inkák teraszos, öntözéses művelést folytattak, lámát és alpakát tenyésztettek, hegyeik aranyat, ezüstöt, rezet és ónt rejtettek. Fejlett volt építészetük. Matematikai és orvosi ismereteik igen magas szinten álltak, a Nap járásán alapuló naptárt használtak, és a kipu nevű, ma is megfejtetlen "csomóírással" készítették gazdasági és egyéb jellegű feljegyzéseiket. Államuk élén a Nap fiának nevezett inka állt, aki birodalma szimbolikus középpontjában, Cuzcóban székelt. Eszközeik, fegyvereik azonban csak kőből és fából készültek, s vallásukra az aztékokhoz hasonlóan – jellemző volt az emberáldozat.
- A világkereskedelem kialakulása

Az amerikai gyarmatokról Európába áramlottak az ültetvények termékei. Meghonosodott számos növényfajta (paradicsom, paprika, kukorica, burgonya, dohány), de ezek elterjedése évszázadokat vett igénybe. A legfontosabb az óriási mennyiségű nemesfém beáramlása volt, ami értékének csökkenését (elhúzódó infláció), és a termékek árának folyamatos emelkedését idézte elő (árforradalom). Az árakat a bővülő kereslet is felverte, mivel nőtt a népesség, és a gyarmatokra Európából iparcikkeket (textíliák, szerszámok, fegyverek) szállítottak.
- A centrum áthelyeződése

Új kikötővárosok emelkedtek fel az Atlanti-óceán partvidékén (Lisszabon, Amszterdam, London, La Rochelle, Nantes). A levantei kereskedelem fokozatosan visszaszorult, a fejlődés centruma nyugatra helyeződött át. Kelet-Európa államai a kialakuló világkereskedelemhez élelmiszerszállítóként csatlakoztak, mivel Nyugat-Európában megnőtt az élelmiszerek iránti kereslet, és az árak is emelkedtek. A nyugat-európai országok a mezőgazdasági cikkekért cserébe iparcikkeket szállított. E forgalom a korábbi Hanza útvonalon bonyolódott le.

## 20. század

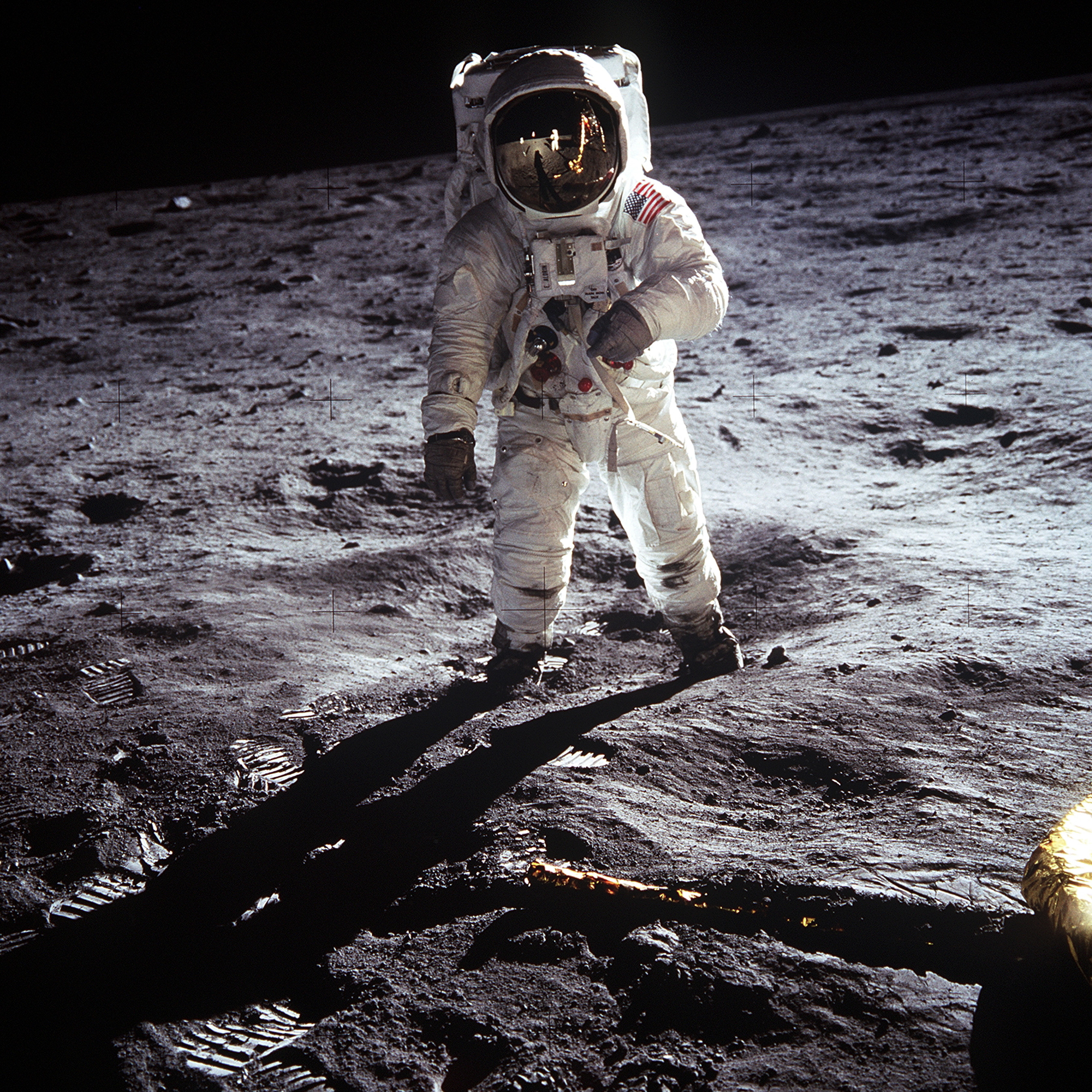
Buzz Aldrin a Holdon (Apollo-11, 1969)

A 20. század az 1901–2000-ig terjedő időszak. A 20. századot tekinthetjük az egészségügyi, szociális, tudományos és technikai fejlődés, valamint a nemzetközi egységesülés korszakának, ugyanakkor megjelölhetjük a példátlan méretű háborúk és népirtások koraként is. A 19. században elkezdődött a termelés és a szolgáltatások gépesítése, a globális kommunikációs hálózatok kiépítése, ami egyre gyorsuló iramban folytatódott a 20. században. Ebben az évszázadban tulajdonképpen megváltozott az élet minden területe és az egész emberi társadalom alapvetően átalakult.

## A legnagyobb magyar nyelvű világtörténeti művek listája
Alább egy rövid összefoglalás található a legnagyobb terjedelmű magyar világtörténelmi művekről. Jellemző, hogy ezek többsége még a XIX. században vagy a XX. század elején jelent meg.
- Cantu Caesar: Világtörténelem I–XV., Szent István Társulat, Eger, 1861–1876, kb. 12.000 oldal (hozzá tartozik: Kor- és betűrendi mutató Cantu Caesar Világtörténelméhez, 1877, 404 p + kiegészítő kötete: Cantu Caesar: Az utolsó harmincz év története, Szent István Társulat, Eger, 1881, kb. 400 oldal)
- Weber György: A világtörténet tankönyve I–V., Heckenast Gusztáv kiadása, Pest, 1865–1869, kb. 2100 oldal
- Világtörténelem a mívelt magyar közönség számára I–VIII. (szerk. Ribáry Ferenc, Molnár Antal, Marczali Henrik), Mehner Vilmos kiadása, Budapest, 1879–1885, kb. 5700 oldal (hozzá tartozik: Marczali Henrik: A legujabb kor története 1825–1880, Révai Testvérek, Budapest, 1892, 963 p) → (reprint kiadásban megjelent a II. és a III. kötete:
  - Ribáry Ferenc: Az Ókori Görögország története, Anno Bt., Budapest, é. n. [2000 körül], ISBN 963-9066-63-X, 674 p
  - Ribáry Ferenc: Róma története, Laude Kiadó, Budapest, é. n. [2000 körül], ISBN 963-9120-21-9, 704 p)
- Holzwarth F. J.: Világtörténet I–IX., Csanád-Egyházmegyei nyomda, Temesvár, 1887–1892, kb. 5500 oldal
- Weisz Ker. János: Világtörténet I–XXII., Magánkiadás, Temesvár, 1896–1905, kb. 17.900 oldal (a létező legterjedelmesebb magyar nyelvű világtörténet)
- Nagy képes világtörténet I–XII. (szerk. Marczali Henrik), Franklin-Társulat Magyar Irod. Intézet és Könyvnyomda–Révai Testvérek Irodalmi Intézet Részvénytársaság, Budapest, 1898–1905, kb. 7800 oldal (reprint kiadása: Kassák Kiadó)
- Tolnai Világtörténelme I–X. (szerk. Mangold Lajos, Horváth Cyril), Magyar Kereskedelmi Közlöny Hírlap és Könyvkiadó Vállalat, Budapest, kb. 4300 oldal (reprint kiadása: Kassák Kiadó)
- A világ történelme I–VI. (szerk. Endrei Zalán), «Globus» Műintézet és Kiadóvállalat R.-T., Budapest, 1906–1912, kb. 3800 oldal
- Egyetemes történet I–IV. (szerk. Szekfű Gyula), Magyar Szemle kiadása, 1937, kb. 2700 oldal (reprint kiadása: Pán Könyvkiadó Kft., Budapest, 1991, ISBN 963-7965-12-2)
- Világtörténet I–X. (szerk. J. P. Francev), Kossuth Könyvkiadó, Budapest, 1962–1966, kb. 8000 oldal
- Új képes történelem I–XX. (szerk. Karády Ilona), Larousse-Officina Nova, Budapest, 1993–1995, kb. 2000 oldal
- Világtörténelmi enciklopédia I–XVI. (ford. Balogh Orsolya), Kossuth Könyvkiadó, Budapest, 2007–2008, kb. 1900 oldal
- Reader's Digest Képes világtörténelem I–X., Reader's Digest Kiadó, Budapest, 2010–2013, kb. 2000 oldal